# Wolfgang Bahro

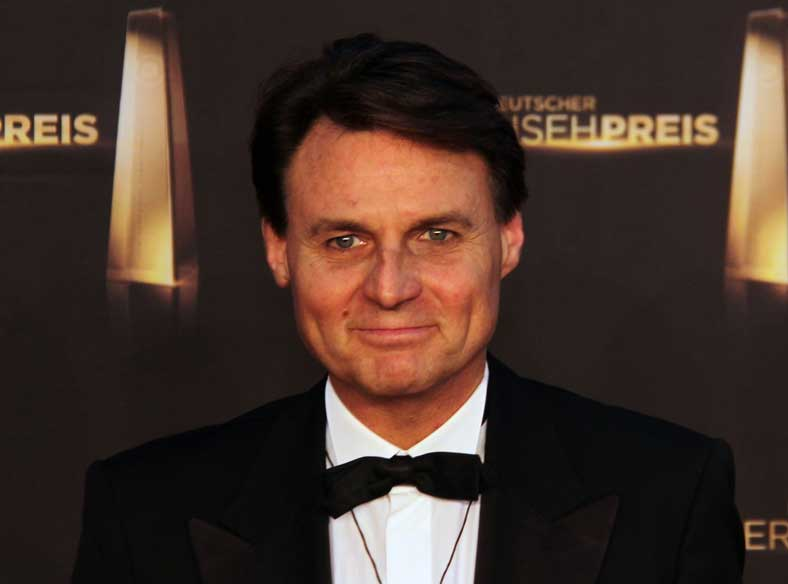
Wolfgang Bahro (2012)

Wolfgang Bahro (* 18. September 1960 in Berlin-Wilmersdorf) ist ein deutscher Schauspieler, Synchronsprecher und Kabarettist. Bekannt wurde er insbesondere durch seine Rolle als Jo Gerner in der RTL-Soap Gute Zeiten, schlechte Zeiten, die er seit 1993 spielt.

## Leben
Nach dem Abitur studierte Bahro zunächst Psychologie und Theaterwissenschaften, brach das Studium jedoch ab. Von 1980 bis 1984 absolvierte Bahro dann eine Schauspielausbildung an der privaten Schauspielschule von Erika Dannhoff.
Im Jahr 1989 gehörte er zum Ensemble der zehnteiligen ZDF-Comedysendung Die Didi-Show. In der RTL-Soap Gute Zeiten, schlechte Zeiten spielt Bahro seit dem 3. Februar 1993 (Folge 185) den intriganten Rechtsanwalt Prof. Dr. Dr. Hans-Joachim „Jo“ Gerner. Daneben übernahm er Rollen in Fernsehfilmen wie Egon Monks Mehrteiler Die Geschwister Oppermann (nach dem gleichnamigen Roman von Lion Feuchtwanger) und Peter Wecks chronistischem Drama Durchreise – Die Geschichte einer Firma. Außerdem war er in verschiedenen Gastrollen in Fernsehserien wie Ein Bayer auf Rügen, Löwenzahn, SOKO München, Schloss Einstein und dem Browser Ballett zu sehen.
Neben seiner Fernsehtätigkeit spielt Bahro Theater (z. B. Familienbande von Rolf Hochhuth, Ein gewisser Charles Spencer Chaplin und Ruhe, wir drehen! im Berliner Schlosspark Theater) und Kabarett, bei den Stachelschweinen und der "Distel", spricht in diversen Hörspielen (u. a. in Heff,der Chef, Tierarzt Dr. Tierazzt, und Lost Minds) und veröffentlichte zwei Musik-CDs (Close your eyes und Lecker, Schmecker, Baby).
In einem Interview mit dem Magazin Closer machte er seine Mitgliedschaft bei den Freimaurern öffentlich. Außerdem ist er bekennender Star-Trek-Fan und war bereits mehrmals auf Conventions zu Gast.
Wolfgang Bahro ist seit 2000 verheiratet und hat einen Sohn. Er lebt mit seiner Familie in Berlin.

## Filmografie
- 1978: Verführungen
- 1982: Im Morgenwind
- 1982: Der Mann auf der Mauer
- 1983: Die Geschwister Oppermann
- 1983–1987: Drei Damen vom Grill (Fernsehserie, 2 Folgen, verschiedene Rollen)
- 1984: Grottenolm
- 1987: 45 Fieber – Die Vier aus der Zwischenzeit
- 1987: Mission Terra
- 1988: Das Sonntagskonzert auf Tournee
- 1988: Berliner Weiße mit Schuss (Fernsehserie, 1 Folge)
- 1989: Die Didi-Show (Comedy-Serie)
- 1989: Justitias kleine Fische (Fernsehserie, 1 Folge)
- 1989: Der Millionenerbe (Fernsehserie, 1 Folge)
- 1990: Der Hausgeist (Fernsehserie, 1 Folge)
- 1991: Auto Fritze (Fernsehserie, 1 Folge)
- 1991: Alle Tage Sonntag
- 1992: Durchreise – Die Geschichte einer Firma (Miniserie)
- seit 1993: Gute Zeiten, schlechte Zeiten (seit Folge 185)[6][7]
- 1994: Ein Bayer auf Rügen (Fernsehserie, 1 Folge)
- 1994: Der Mond scheint auch für Untermieter (Miniserie)
- 1995: Für alle Fälle Stefanie (Fernsehserie, 3 Folgen)
- 1995: Die andere Seite
- 1997: Sprechstunde bei Dr. Frankenstein (Fernsehserie, 1 Folge)
- 1998: Unser Charly (Fernsehserie, 1 Folge)
- 1999: Schloss Einstein (Fernsehserie, 2 Folgen)
- 2002–2015: SOKO München (Fernsehserie, 2 Folgen, verschiedene Rollen)
- 2005: Popp Dich schlank!
- 2007: Löwenzahn (Fernsehserie, 1 Folge)
- 2007: Hochzeitstag
- 2010: Blue Moon Down
- 2010: Alles was zählt (als Crossoverauftritt in seiner GZSZ-Rolle)
- 2013: Planet USA
- 2014: Circus HalliGalli (Cameoauftritt in der Funktion seiner Anwaltrolle aus GZSZ)
- 2015: Kartoffelsalat – Nicht fragen!
- 2018: Die beste Show der Welt
- 2019: Musikvideo EFH – Shindy
- 2019: Spotlight (Gastrolle, 3 Folgen)
- 2021: Nihat – Alles auf Anfang (als Crossoverauftritt in seiner GZSZ-Rolle)
- 2022: Bettys Diagnose (Fernsehserie, Folge Ausgetrickst)
- 2023: Leon – Kämpf um deine Liebe (als Crossoverauftritt in seiner GZSZ-Rolle)
- 2024: Uferpark – Gute Zeiten, wilde Zeiten (als Crossoverauftritt in seiner GZSZ-Rolle)[8]

## Synchronisation
Als Synchronsprecher lieh Bahro unter anderem Steve Buscemi (Desperado, 28 Tage), David Morse (Extrem … mit allen Mitteln), Tim Roth (Gefesselt-Captives, Pulp Fiction) und Kevin J. O’Connor (Color of Night) seine Stimme.

## Hörspiele
- Der Trinker – Hans Fallada (Erzähler)
- Tony Ballard (Atax, die Seele des Teufels)
- Leas Zeitreisen (Joe)
- Das Sternentor (Ralph Common)
- Caine (Kleinganove Josh)
- Eine Weihnachtsgeschichte – Wolfgang Bahro
- Sherlock Holmes – Im Zeichen der Vier (Abdullah Khan) – Studio maritim
- Burg der Träume
- Heff der Chef
- Offenbarung 23 – Teil 42: Die Illuminaten
- Hund im Hirn
- Die letzten Helden – Teil 2: Die Katakomben von Danbar (Draco)
- Gabriel Burns – Teil 1: Der Flüsterer (Bernard Cardieux) – Decision (Regie: Volker Sassenberg) – 2004
- Gabriel Burns – Teil 2: Die Brut (Mr. Garner) – Decision
- Drizzt: Die Saga vom Dunkelelf – Teil 11: Der magische Stein (Pascha Pook) – Lausch (Regie: Günter Merlau) – 2009
- Drizzt: Die Saga vom Dunkelelf – Teil 12: Der ewige Traum (Pascha Pook)
- Batman: Gotham Knight – Teil 2: Krieg (Josephus Quigona) – Highscoremusic – 2013[9]
- Hyde Away – 2020[10]

## Publikationen
- Immer wieder Gerner – Mein Leben als Bösewicht der Nation, 2020 (Sachbuch)[11]